# Лесотско-турецкие отношения
Лесотско-турецкие отношения — двусторонние дипломатические отношения между Лесото и Турцией.

## История
Между Турцией и Лесото исторически сложились дружеские отношения. Отношения были напряжёнными на короткое время после выборов 1970 года в Лесото, когда его премьер-министр Джонатан приостановил действие конституции, арестовал и изгнал короля Мошвешве II и запретил оппозиционные партии. Отношения улучшились, когда Мошвешве II был восстановлен на посту главы государства. Через Турецкое агентство по сотрудничеству и координации (TİKA) Турция строит школы и больницы в Лесото.
Отношения между Турцией и Лесото неуклонно развиваются параллельно с развивающимися отношениями Турции с африканским континентом.

## Визиты
9—13 мая 2011 года премьер-министр Лесото Пакалита Мосисили посетил Турцию в рамках 4-й Конференции ООН по наименее развитым странам, проходившей в Стамбуле.
Государственный министр Лесото Киметсо Генри Матбаба принял участие во Всемирном саммите по гуманитарным вопросам, проходящем 23—24 мая 2016 года.
Заместитель премьер-министра Мотетхоа Мецинг, министр торговли и промышленности Джошуа Сетипа, и министр развития Лесото Мокото Хлоале приняли участие во Всеобъемлющем среднесрочном обзоре Стамбульской программы действий для наименее развитых стран, проходящем 27—29 мая 2016 года в Анталии.
20—23 марта 2018 года министр иностранных дел и международного сотрудничества Лесото Лесего Макготи посетил Турцию с официальным визитом. Во время этого визита глава МИД Лесото Макготи встретился с министром иностранных делом Турции Мевлютом Чавушоглу, а также с председателем Великого национального собрания Турции Бинали Йылдырымом, заместителем премьер-министра и министром экономики.
За последнее время Лесото посетило несколько турецких делегаций, чтобы обсудить ряд вопросов, касающихся двустороннего сотрудничества. Первый раунд двусторонних политических консультаций между Турцией и Лесото прошёл в Анкаре в октябре 2019 года.

## Экономические отношения
Объём торговли между двумя странами в 2019 году составил 1,65 млн $ (экспорт/импорт Турции: 1,62/0,029 млн $), в 2020 году — 420 тысяч долларов. (экспорт/импорт Турции: 1,229 млн $, экспорт: 0,408 млн $).
В рамках программы стипендий «Türkiye Scholarships» правительство Турции ежегодно выделяет стипендии для студентов из Лесото. Турецкое агентство по сотрудничеству и координации (TİKA) также занимается разработкой и реализацией проектов в Лесото.

## Дипломатические представительства
Посольство Турции в Претории (ЮАР) также аккредитовано в Лесото. Посольство Лесото в Риме (Италия) аккредитовано в Турции.